# Malesherbia campanulata
Malesherbia campanulata là một loài thực vật có hoa trong họ Lạc tiên. Loài này được Ricardi mô tả khoa học đầu tiên năm 1967.